# Steklno (jezioro)
Steklno – jezioro położone na wschód od wsi Steklno, w gminie Gryfino, w powiecie gryfińskim, w województwie zachodniopomorskim. Pod względem podziału fizycznogeograficznego Polski znajduje się w zachodniej części Pobrzeża Szczecińskiego, na Równinie Wełtyńskiej.
Do jeziora Steklno uchodzą liczne małe cieki i rowy melioracyjne oraz wody podziemne, natomiast wypływa z niego struga łącząca je z jeziorem Małe Steklno.
Jezioro nie jest objęte żadną formą ochrony przyrody.

## Hydronimia
Jezioro pojawia się w źródłach już w 1235 roku, początkowo jako de Stikelne, a następnie Stikilne (1240), in stagnum Stekelin (1313), der große Stecklin (1748), Grosser Steckliner See (1924), Gross Stecklin See (1937). 3 listopada 1950 roku wprowadzono nazwę Steklno. Obecnie państwowy rejestr nazw geograficznych jako nazwę jeziora również podaje Steklno.

## Morfometria
Według danych Instytutu Rybactwa Śródlądowego powierzchnia zwierciadła wody jeziora wynosi 47,3 ha. Średnia głębokość zbiornika wodnego to 3,8 m, a maksymalna – 8,3 m. Lustro wody znajduje się na wysokości 41,2 m n.p.m. Objętość jeziora wynosi 1797,4 tys. m³. Natomiast A. Choiński określił poprzez planimetrowanie na mapach 1:50 000 wielkość jeziora na 47,5 ha. Maksymalna długość jeziora to 1470 m, a szerokość 480 m. Długość linii brzegowej wynosi 4000 m.
Według Mapy Podziału Hydrograficznego Polski jezioro leży na terenie zlewni szóstego poziomu Kanał Babinek-Tywa. Identyfikator MPHP to 193292.

## Zagospodarowanie
Jezioro pełni funkcje rekreacyjne, nad jego północnym brzegiem znajduje się jedyne kąpielisko w gminie Gryfino wyznaczone z zasadami dyrektywy kąpieliskowej – Kąpielisko śródlądowe w Steklnie. W 2022 roku jakość wód kąpieliska oceniono jako doskonałą.